# Федеративные Штаты Микронезии на летних Олимпийских играх 2016
Федеративные Штаты Микронезии на летних Олимпийских играх 2016 года были представлены 5 спортсменами в 3 видах спорта. Знаменосцем сборной Федеративных Штатов Микронезии на церемонии открытия Игр стала чемпионка Тихоокеанских игр 2015 года Дженнифер Чиенг, а на церемонии закрытия флаг нёс волонтёр соревнований. Чиенг стала лишь вторым знаменосцем в истории островного государства. На предыдущих четырёх парадах наций нести национальный флаг было доверено тяжелоатлету Мануэлю Мингинфелу. По итогам соревнований сборная Федеративных Штатов Микронезии, выступавшая на своих пятых летних Олимпийских играх, вновь осталась без медалей.

## Состав сборной
Бокс
1. Дженнифер Чиенг

 Лёгкая атлетика
1. Китсон Капириэль
2. Лерисса Генри

 Плавание
1. Дионисио Огастин
2. Дебра Даниэль

## Результаты соревнований

### Бокс
Квоты, завоёванные спортсменами являются именными. Если от одной страны путёвки на Игры завоюют два и более спортсмена, то право выбора боксёра предоставляется национальному Олимпийскому комитету. Соревнования по боксу проходят по системе плей-офф. Для победы в олимпийском турнире боксёру необходимо одержать либо четыре, либо пять побед в зависимости от жеребьёвки соревнований. Оба спортсмена, проигравшие в полуфинальных поединках, становятся обладателями бронзовых наград.
Единственную олимпийскую лицензию в боксе Федеративные Штаты Микронезии получили по решению специальной трёхсторонней комиссии.
Женщины
| Категория | Спортсмены      | Первый раунд         | Четвертьфинал         | Полуфинал             | Финал                 | Место |
| Категория | Спортсмены      | Соперник Результат   | Соперник Результат    | Соперник Результат    | Соперник Результат    | Место |
| --------- | --------------- | -------------------- | --------------------- | --------------------- | --------------------- | ----- |
| до 60 кг  | Дженнифер Чиенг | М. Майер (USA) П 0:3 | Завершила выступление | Завершила выступление | Завершила выступление | 9     |

### Водные виды спорта

#### Плавание
В следующий раунд на каждой дистанции проходят спортсмены, показавшие лучший результат, независимо от места, занятого в своём заплыве.
Мужчины
| Дистанция                | Спортсмены       | Предварительный раунд | Предварительный раунд | Предварительный раунд | Полуфинал            | Полуфинал            | Полуфинал            | Финал                | Финал                |
| Дистанция                | Спортсмены       | Заплыв                | Результат             | Место                 | Заплыв               | Результат            | Место                | Результат            | Место                |
| ------------------------ | ---------------- | --------------------- | --------------------- | --------------------- | -------------------- | -------------------- | -------------------- | -------------------- | -------------------- |
| 50 метров вольным стилем | Дионисио Огастин | 3                     | 26,17                 | 65                    | Завершил выступление | Завершил выступление | Завершил выступление | Завершил выступление | Завершил выступление |

Женщины
| Дистанция                | Спортсмены    | Предварительный раунд | Предварительный раунд | Предварительный раунд | Полуфинал             | Полуфинал             | Полуфинал             | Финал                 | Финал                 |
| Дистанция                | Спортсмены    | Заплыв                | Результат             | Место                 | Заплыв                | Результат             | Место                 | Результат             | Место                 |
| ------------------------ | ------------- | --------------------- | --------------------- | --------------------- | --------------------- | --------------------- | --------------------- | --------------------- | --------------------- |
| 50 метров вольным стилем | Дебра Даниэль | 4                     | 30,83                 | 72                    | Завершила выступление | Завершила выступление | Завершила выступление | Завершила выступление | Завершила выступление |

### Лёгкая атлетика
Мужчины
Беговые дисциплины
| Дисциплина        | Спортсмен        | Предварительный раунд | Предварительный раунд | Предварительный раунд | Четвертьфиналы       | Четвертьфиналы       | Четвертьфиналы       | Полуфиналы           | Полуфиналы           | Полуфиналы           | Финал                | Финал                |
| Дисциплина        | Спортсмен        | Забег                 | Время                 | Место                 | Забег                | Время                | Место                | Забег                | Время                | Место                | Время                | Место                |
| ----------------- | ---------------- | --------------------- | --------------------- | --------------------- | -------------------- | -------------------- | -------------------- | -------------------- | -------------------- | -------------------- | -------------------- | -------------------- |
| бег на 100 метров | Китсон Капириэль | 3                     | 11,42                 | 5                     | Завершил выступление | Завершил выступление | Завершил выступление | Завершил выступление | Завершил выступление | Завершил выступление | Завершил выступление | Завершил выступление |

Женщины
Беговые дисциплины
| Дисциплина        | Спортсмен     | Предварительный раунд | Предварительный раунд | Предварительный раунд | Четвертьфиналы        | Четвертьфиналы        | Четвертьфиналы        | Полуфиналы            | Полуфиналы            | Полуфиналы            | Финал                 | Финал                 |
| Дисциплина        | Спортсмен     | Забег                 | Время                 | Место                 | Забег                 | Время                 | Место                 | Забег                 | Время                 | Место                 | Время                 | Место                 |
| ----------------- | ------------- | --------------------- | --------------------- | --------------------- | --------------------- | --------------------- | --------------------- | --------------------- | --------------------- | --------------------- | --------------------- | --------------------- |
| бег на 100 метров | Лерисса Генри | 2                     | 13,53                 | 8                     | Завершила выступление | Завершила выступление | Завершила выступление | Завершила выступление | Завершила выступление | Завершила выступление | Завершила выступление | Завершила выступление |